# Afrika-Cup 2000/Qualifikation
Die Qualifikation zum Afrika-Cup 2000 in Ghana und Nigeria wurde in zwei Runden ausgetragen, einer Vorausscheidung im KO-System sowie einer Hauptrunde mit sieben Gruppen zu je vier Mannschaften. Aufgrund eines Wechsels der Gastgeber der Endrunde wurde zusätzlich eine Playoff-Runde mit drei Mannschaften um den letzten freien Endrundenplatz ausgespielt.

## Teilnehmer
Insgesamt 47 Mannschaften meldeten sich zur Teilnahme am Afrika-Cup, der ursprünglich in Simbabwe stattfinden sollte. Der vorgesehene Gastgeber Simbabwe und Titelverteidiger Ägypten waren direkt für die Endrunde qualifiziert.
Von den übrigen 45 Mannschaften hatten elf Freilos für die Hauptrunde, die restlichen 34 Mannschaften ermittelten in einer KO-Runde mit Hin- und Rückspielen die restlichen 17 Teilnehmer der Hauptrunde. Die jeweils sieben Gruppensieger und Gruppenzweiten der Hauptrunde sollten sich für die Endrunde qualifizieren.
Der ursprüngliche Ausrichter Simbabwe verzichtete jedoch auf die Ausrichtung der Endrunde. Am 15. März 1999 wurden Ghana und Nigeria als Ersatzausrichter bestimmt. Dadurch waren beide Teams auch automatisch für die Endrunde 2000 qualifiziert. Ghana spielte zu diesem Zeitpunkt bereits in der Gruppe 1 und Nigeria in der Gruppe 5. Für beide Teams wurde die Qualifikation abgebrochen, und ihre Spiele aus der Wertung genommen. Dafür musste Simbabwe in einer Playoff-Runde mit den Gruppenzweiten der nun auf drei Mannschaften verkleinerten Gruppen 1 und 5 um den Einzug in die Endrunde spielen, wo sich Senegal durchsetzte.
automatisch qualifiziert:
- Ägypten   (Titelverteidiger)
- Ghana   (Co-Gastgeber)
- Nigeria   (Co-Gastgeber)

## Vorausscheidung

### Gruppe 1
| Datum      |          | Ergebnis |          | Ort      |
| ---------- | -------- | -------- | -------- | -------- |
| 02.08.1998 | Botswana | 0:0      | Mosambik | Gaborone |
| 15.08.1998 | Mosambik | 2:1      | Botswana | Maputo   |
| Gesamt:    | Botswana | 1:2      | Mosambik |          |

|         | Ergebnis |                         |
| ------- | -------- | ----------------------- |
| Eritrea |          | Äthiopien zurückgezogen |
| Ghana   | Freilos  |                         |
| Kamerun | Freilos  |                         |

### Gruppe 2
| Datum      |                       | Ergebnis |                       | Ort                |
| ---------- | --------------------- | -------- | --------------------- | ------------------ |
| 01.08.1998 | São Tomé und Príncipe | 0:4      | Togo                  | Libreville (Gabun) |
| 18.08.1998 | Togo                  | 2:0      | São Tomé und Príncipe | Lomé               |
| Gesamt:    | São Tomé und Príncipe | 0:6      | Togo                  |                    |

|              | Ergebnis |                           |
| ------------ | -------- | ------------------------- |
| Sierra Leone |          | Mauretanien zurückgezogen |
| Guinea       | Freilos  |                           |
| Marokko      | Freilos  |                           |

### Gruppe 3
| Datum      |           | Ergebnis |           | Ort    |
| ---------- | --------- | -------- | --------- | ------ |
| 02.08.1998 | Mali      | 3:0      | Kap Verde | Bamako |
| 16.08.1998 | Kap Verde | 0:0      | Mali      | Praia  |
| Gesamt:    | Mali      | 3:0      | Kap Verde |        |

| Datum      |         | Ergebnis |         | Ort      |
| ---------- | ------- | -------- | ------- | -------- |
| 01.08.1998 | Namibia | 2:1      | Malawi  | Windhoek |
| 15.08.1998 | Malawi  | 0:1      | Namibia | Blantyre |
| Gesamt:    | Namibia | 3:1      | Malawi  |          |

|                | Ergebnis |  |
| -------------- | -------- |  |
| Elfenbeinküste | Freilos  |  |
| Republik Kongo | Freilos  |  |

### Gruppe 4
| Datum      |                  | Ergebnis |                  | Ort        |
| ---------- | ---------------- | -------- | ---------------- | ---------- |
| 02.08.1998 | Äquatorialguinea | 0:2      | Gabun            | Bata       |
| 16.08.1998 | Gabun            | 3:0      | Äquatorialguinea | Libreville |
| Gesamt:    | Äquatorialguinea | 0:5      | Gabun            |            |

| Datum      |           | Ergebnis |           | Ort      |
| ---------- | --------- | -------- | --------- | -------- |
| 02.08.1998 | Lesotho   | 1:1      | Mauritius | Maseru   |
| 23.08.1998 | Mauritius | 3:1      | Lesotho   | Curepipe |
| Gesamt:    | Lesotho   | 2:4      | Mauritius |          |

| Datum      |        | Ergebnis |        | Ort     |
| ---------- | ------ | -------- | ------ | ------- |
| 01.08.1998 | Benin  | 2:1      | Angola | Cotonou |
| 16.08.1998 | Angola | 2:0      | Benin  | Luanda  |
| Gesamt:    | Benin  | 2:3      | Angola |         |

|           | Ergebnis |  |
| --------- | -------- |  |
| Südafrika | Freilos  |  |

### Gruppe 5
| Datum      |          | Ergebnis |          | Ort           |
| ---------- | -------- | -------- | -------- | ------------- |
| 02.08.1998 | Burundi  | 1:0      | Tansania | Bujumbura     |
| 16.08.1998 | Tansania | 0:1      | Burundi  | Dar es Salaam |
| Gesamt:    | Burundi  | 2:0      | Tansania |               |

|              | Ergebnis |                      |
| ------------ | -------- | -------------------- |
| Senegal      |          | Gambia zurückgezogen |
| Burkina Faso | Freilos  |                      |
| Nigeria      | Freilos  |                      |

### Gruppe 6
| Datum      |          | Ergebnis  |          | Ort          |
| ---------- | -------- | --------- | -------- | ------------ |
| 02.08.1998 | Tschad   | 1:1       | DR Kongo | N’Djaména    |
| 16.08.1998 | DR Kongo | 0:0       | Tschad   | Pointe Noire |
| Gesamt:    | Tschad   | (a)1:1(a) | DR Kongo |              |

| Datum      |            | Ergebnis |            | Ort          |
| ---------- | ---------- | -------- | ---------- | ------------ |
| 02.08.1998 | Swasiland  | 1:2      | Madagaskar | Mbabane      |
| 23.08.1998 | Madagaskar | 1:1      | Swasiland  | Antananarivo |
| Gesamt:    | Swasiland  | 2:3      | Madagaskar |              |

| Datum      |           | Ergebnis |           | Ort             |
| ---------- | --------- | -------- | --------- | --------------- |
| 31.07.1998 | Dschibuti | 0:3      | Kenia     | Nairobi (Kenia) |
| 15.08.1998 | Kenia     | 9:1      | Dschibuti | Nairobi         |
| Gesamt:    | Dschibuti | 01:12    | Kenia     |                 |

|        | Ergebnis |  |
| ------ | -------- |  |
| Sambia | Freilos  |  |

### Gruppe 7
| Datum      |          | Ergebnis |          | Ort     |
| ---------- | -------- | -------- | -------- | ------- |
| 31.07.1998 | Libyen   | 1:3      | Algerien | Tripoli |
| 14.08.1998 | Algerien | 3:0      | Libyen   | Algier  |
| Gesamt:    | Libyen   | 1:6      | Algerien |         |

| Datum      |         | Ergebnis |         | Ort      |
| ---------- | ------- | -------- | ------- | -------- |
| 02.08.1998 | Niger   | 2:1      | Liberia | Niamey   |
| 16.08.1998 | Liberia | 2:0      | Niger   | Monrovia |
| Gesamt:    | Niger   | 2:3      | Liberia |          |

| Datum      |        | Ergebnis |        | Ort     |
| ---------- | ------ | -------- | ------ | ------- |
| 01.08.1998 | Uganda | 5:0      | Ruanda | Kampala |
| 16.08.1998 | Ruanda | 0:0      | Uganda | Kigali  |
| Gesamt:    | Uganda | 5:0      | Ruanda |         |

|          | Ergebnis |  |
| -------- | -------- |  |
| Tunesien | Freilos  |  |

## Hauptrunde

### Gruppe 1
| Pl. | Verein   | Sp.                                                        | S                                                          | U                                                          | N                                                          | Tore                                                       | Diff.                                                      | Punkte                                                     |
| --- | -------- | ---------------------------------------------------------- | ---------------------------------------------------------- | ---------------------------------------------------------- | ---------------------------------------------------------- | ---------------------------------------------------------- | ---------------------------------------------------------- | ---------------------------------------------------------- |
| 1.  | Kamerun  | 4                                                          | 3                                                          | 1                                                          | 0                                                          | 008:100                                                    | +7                                                         | 10                                                         |
| 2.  | Eritrea  | 4                                                          | 1                                                          | 1                                                          | 2                                                          | 002:400                                                    | −2                                                         | 04                                                         |
| 3.  | Mosambik | 4                                                          | 1                                                          | 0                                                          | 3                                                          | 004:900                                                    | −5                                                         | 03                                                         |
|     | Ghana    | Ghana wurde am 15. März 1999 zum Ersatzausrichter ernannt. | Ghana wurde am 15. März 1999 zum Ersatzausrichter ernannt. | Ghana wurde am 15. März 1999 zum Ersatzausrichter ernannt. | Ghana wurde am 15. März 1999 zum Ersatzausrichter ernannt. | Ghana wurde am 15. März 1999 zum Ersatzausrichter ernannt. | Ghana wurde am 15. März 1999 zum Ersatzausrichter ernannt. | Ghana wurde am 15. März 1999 zum Ersatzausrichter ernannt. |

| 04.10.1998 | Douala  | Kamerun  | – | Ghana    | 1:3 |
| 04.10.1998 | Maputo  | Mosambik | – | Eritrea  | 3:1 |
| 23.01.1999 | Asmara  | Eritrea  | – | Kamerun  | 0:0 |
| 24.01.1999 | Accra   | Ghana    | – | Mosambik | 1:0 |
| 28.02.1999 | Yaoundé | Kamerun  | – | Mosambik | 1:0 |

### Gruppe 2
| Pl. | Verein       | Sp.                                                                                  | S                                                                                    | U                                                                                    | N                                                                                    | Tore                                                                                 | Diff.                                                                                | Punkte                                                                               |
| --- | ------------ | ------------------------------------------------------------------------------------ | ------------------------------------------------------------------------------------ | ------------------------------------------------------------------------------------ | ------------------------------------------------------------------------------------ | ------------------------------------------------------------------------------------ | ------------------------------------------------------------------------------------ | ------------------------------------------------------------------------------------ |
| 1.  | Marokko      | 4                                                                                    | 2                                                                                    | 2                                                                                    | 0                                                                                    | 006:400                                                                              | +2                                                                                   | 08                                                                                   |
| 2.  | Togo         | 4                                                                                    | 1                                                                                    | 1                                                                                    | 2                                                                                    | 006:600                                                                              | ±0                                                                                   | 04                                                                                   |
| 3.  | Guinea       | 4                                                                                    | 1                                                                                    | 1                                                                                    | 2                                                                                    | 003:500                                                                              | −2                                                                                   | 04                                                                                   |
| 4.  | Sierra Leone | wurde am 22. März 1999 disqualifiziert, das Spiel gegen Marokko wird nicht gewertet. | wurde am 22. März 1999 disqualifiziert, das Spiel gegen Marokko wird nicht gewertet. | wurde am 22. März 1999 disqualifiziert, das Spiel gegen Marokko wird nicht gewertet. | wurde am 22. März 1999 disqualifiziert, das Spiel gegen Marokko wird nicht gewertet. | wurde am 22. März 1999 disqualifiziert, das Spiel gegen Marokko wird nicht gewertet. | wurde am 22. März 1999 disqualifiziert, das Spiel gegen Marokko wird nicht gewertet. | wurde am 22. März 1999 disqualifiziert, das Spiel gegen Marokko wird nicht gewertet. |

| 03.10.1998 | Casablanca | Marokko | – | Sierra Leone | 3:0 |
| 04.10.1998 | Lomé       | Togo    | – | Guinea       | 2:0 |
| 24.01.1999 | Conakry    | Guinea  | – | Marokko      | 1:1 |
| 28.02.1999 | Lomé       | Togo    | – | Marokko      | 2:3 |

### Gruppe 3
| Pl. | Verein         | Sp. | S | U | N | Tore    | Diff. | Punkte |
| --- | -------------- | --- | - | - | - | ------- | ----- | ------ |
| 1.  | Elfenbeinküste | 6   | 3 | 2 | 1 | 007:200 | +5    | 11     |
| 2.  | Republik Kongo | 6   | 3 | 1 | 2 | 006:500 | +1    | 10     |
| 3.  | Mali           | 6   | 2 | 3 | 1 | 005:300 | +2    | 09     |
| 4.  | Namibia        | 6   | 0 | 2 | 4 | 002:100 | −8    | 02     |

| 03.10.1998 | Windhoek     | Namibia        | – | Republik Kongo | 0:1 |
| 04.10.1998 | Bamako       | Mali           | – | Elfenbeinküste | 0:1 |
| 24.01.1999 | Abidjan      | Elfenbeinküste | – | Namibia        | 3:0 |
| 24.01.1999 | Pointe Noire | Republik Kongo | – | Mali           | 0:0 |
| 28.02.1999 | Pointe Noire | Republik Kongo | – | Elfenbeinküste | 1:0 |
| 11.04.1999 | Bamako       | Mali           | – | Namibia        | 2:1 |

### Gruppe 4
| Pl. | Verein    | Sp. | S | U | N | Tore    | Diff. | Punkte |
| --- | --------- | --- | - | - | - | ------- | ----- | ------ |
| 1.  | Südafrika | 6   | 3 | 2 | 1 | 010:500 | +5    | 11     |
| 2.  | Gabun     | 6   | 3 | 1 | 2 | 010:100 | ±0    | 10     |
| 3.  | Mauritius | 6   | 1 | 3 | 2 | 006:800 | −2    | 06     |
| 4.  | Angola    | 6   | 1 | 2 | 3 | 007:100 | −3    | 05     |

| 03.10.1998 |  | Südafrika | – | Angola    | 1:0 |
| 04.10.1998 |  | Gabun     | – | Mauritius | 2:0 |
| 23.01.1999 |  | Mauritius | – | Südafrika | 1:1 |
| 24.01.1999 |  | Angola    | – | Gabun     | 3:1 |
| 27.02.1999 |  | Südafrika | – | Gabun     | 4:1 |
| 28.02.1999 |  | Angola    | – | Mauritius | 0:2 |

### Gruppe 5
| Pl. | Verein       | Sp.                                                          | S                                                            | U                                                            | N                                                            | Tore                                                         | Diff.                                                        | Punkte                                                       |
| --- | ------------ | ------------------------------------------------------------ | ------------------------------------------------------------ | ------------------------------------------------------------ | ------------------------------------------------------------ | ------------------------------------------------------------ | ------------------------------------------------------------ | ------------------------------------------------------------ |
| 1.  | Burkina Faso | 4                                                            | 2                                                            | 2                                                            | 0                                                            | 008:500                                                      | +3                                                           | 08                                                           |
| 2.  | Senegal      | 4                                                            | 1                                                            | 2                                                            | 1                                                            | 004:400                                                      | ±0                                                           | 05                                                           |
| 3.  | Burundi      | 4                                                            | 1                                                            | 0                                                            | 3                                                            | 003:600                                                      | −3                                                           | 03                                                           |
| 4.  | Nigeria      | Nigeria wurde am 15. März 1999 zum Ersatzausrichter ernannt. | Nigeria wurde am 15. März 1999 zum Ersatzausrichter ernannt. | Nigeria wurde am 15. März 1999 zum Ersatzausrichter ernannt. | Nigeria wurde am 15. März 1999 zum Ersatzausrichter ernannt. | Nigeria wurde am 15. März 1999 zum Ersatzausrichter ernannt. | Nigeria wurde am 15. März 1999 zum Ersatzausrichter ernannt. | Nigeria wurde am 15. März 1999 zum Ersatzausrichter ernannt. |

| 03.10.1998 | Ouagadougou | Burkina Faso | – | Nigeria      | 0:0 |
| 13.12.1998 | Bujumbura   | Burundi      | – | Senegal      | 1:0 |
| 23.01.1999 | Abeokuta    | Nigeria      | – | Burundi      | 2:0 |
| 23.01.1999 | Dakar       | Senegal      | – | Burkina Faso | 1:1 |
| 28.02.1999 | Dakar       | Senegal      | – | Nigeria      | 1:1 |

### Gruppe 6
| Pl. | Verein                       | Sp. | S | U | N | Tore    | Diff. | Punkte |
| --- | ---------------------------- | --- | - | - | - | ------- | ----- | ------ |
| 1.  | Sambia                       | 6   | 5 | 1 | 0 | 009:200 | +7    | 16     |
| 2.  | Demokratische Republik Kongo | 6   | 3 | 1 | 2 | 007:600 | +1    | 10     |
| 3.  | Madagaskar                   | 6   | 1 | 2 | 3 | 006:100 | −4    | 05     |
| 4.  | Kenia                        | 6   | 0 | 2 | 4 | 003:700 | −4    | 02     |

| 03.10.1998 | Nairobi      | Kenia      | – | Madagaskar | 1:1 |
| 04.10.1998 | Lusaka       | Sambia     | – | DR Kongo   | 1:1 |
| 24.01.1999 | Antananarivo | Madagaskar | – | Sambia     | 1:2 |
| 24.01.1999 | Kinshasa     | DR Kongo   | – | Kenia      | 2:1 |
| 28.02.1999 | Nairobi      | Kenia      | – | Sambia     | 0:1 |
| 28.02.1999 | Antananarivo | Madagaskar | – | DR Kongo   | 3:1 |

### Gruppe 7
| Pl. | Verein   | Sp. | S | U | N | Tore    | Diff. | Punkte |
| --- | -------- | --- | - | - | - | ------- | ----- | ------ |
| 1.  | Tunesien | 6   | 5 | 0 | 1 | 013:300 | +10   | 15     |
| 2.  | Algerien | 6   | 2 | 1 | 3 | 008:700 | +1    | 07     |
| 3.  | Liberia  | 6   | 2 | 1 | 3 | 007:800 | −1    | 07     |
| 4.  | Uganda   | 6   | 2 | 0 | 4 | 003:130 | −10   | 06     |

| 03.10.1998 | Kampala  | Uganda   | – | Algerien | 2:1 |
| 04.10.1998 | Tunis    | Tunesien | – | Liberia  | 2:1 |
| 24.01.1999 | Algier   | Algerien | – | Tunesien | 0:1 |
| 24.01.1999 | Monrovia | Liberia  | – | Uganda   | 2:0 |
| 27.02.1999 | Tunis    | Tunesien | – | Uganda   | 6:0 |
| 28.02.1999 | Monrovia | Liberia  | – | Algerien | 1:1 |

## Playoff
| Pl. | Verein   | Sp. | S | U | N | Tore    | Diff. | Punkte |
| --- | -------- | --- | - | - | - | ------- | ----- | ------ |
| 1.  | Senegal  | 4   | 3 | 0 | 1 | 011:400 | +7    | 09     |
| 2.  | Simbabwe | 4   | 3 | 0 | 1 | 007:300 | +4    | 09     |
| 3.  | Eritrea  | 4   | 0 | 0 | 4 | 002:130 | −11   | 0      |

| 04.07.1999 | Asmara | Eritrea  | – | Simbabwe | 0:1 |
| 18.07.1999 | Dakar  | Senegal  | – | Eritrea  | 6:2 |
| 01.08.1999 | Harare | Simbabwe | – | Senegal  | 2:1 |